# Жалящее дерево
Жалящее дерево, или гимпи-гимпи (лат. Dendrocnide moroides) — крупный кустарник, вид рода Dendrocnide семейства Крапивные (Urticaceae). Ядовитое растение, известное своим чрезвычайно болезненным и продолжительным ожогом, вызываемым нейротоксином, содержащимся в трихомах.

## Описание
Dendrocnide moroides — многолетний кустарник высотой обычно менее 3 метров (9,8 футов), но иногда он может достигать 10 метров (33 фута) в высоту. Внешне он похож на Dendrocnide cordifolia, с наиболее очевидным отличием, заключающимся в месте прикрепления черешка к листовой пластинке: у жалящего дерева черешок имеет щитковидную форму и прикрепляется не к краю, как у Dendrocnide cordifolia, а к нижней стороне листа. Стебель, ветки, черешки, листья и плоды покрыты жгучими волосками.

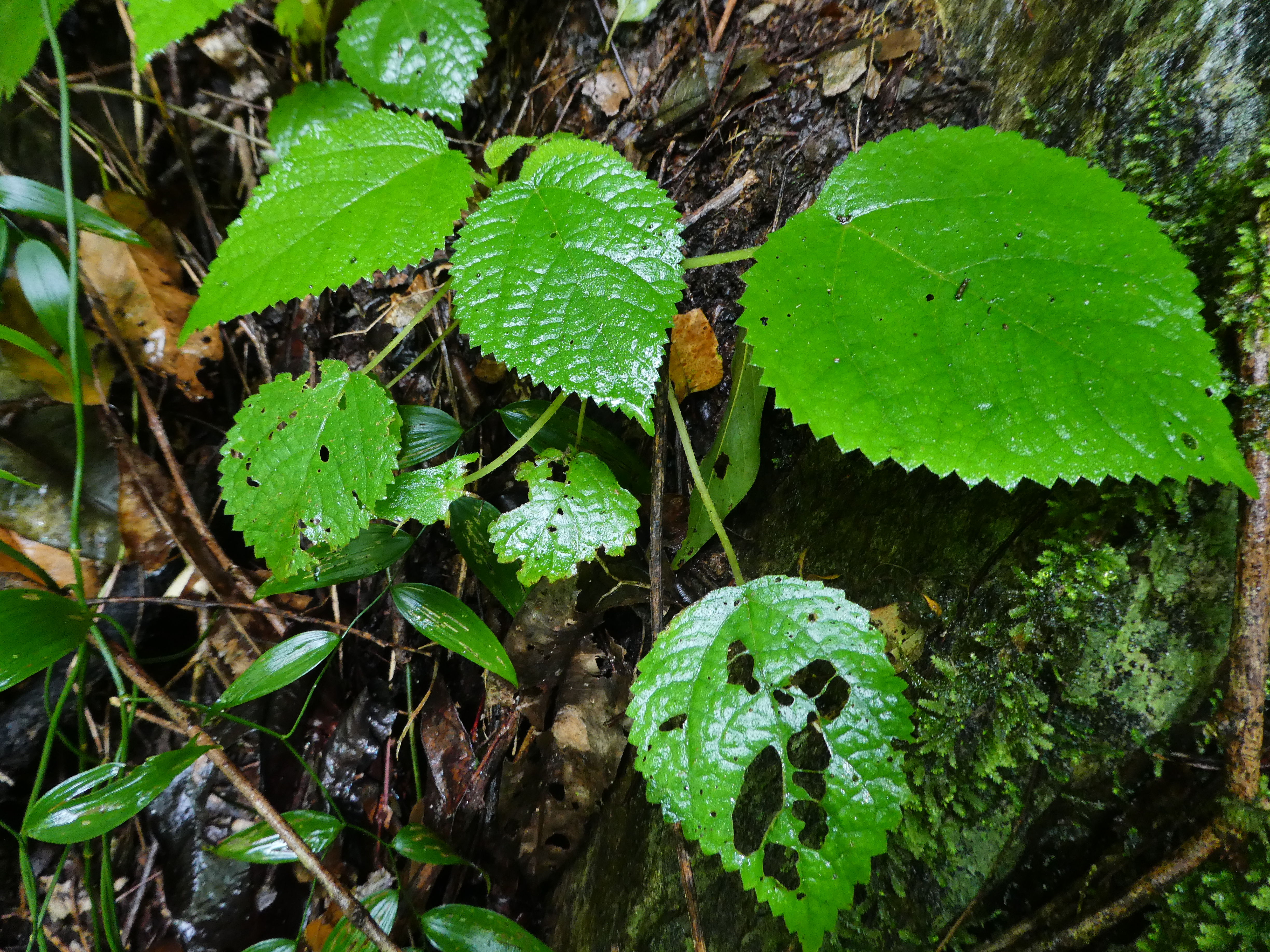
Листья жалящего дерева

Листья крупные, сердцевидные, длиной около 12-22 см (5-9 дюймов) и шириной 11-18 см (4-7 дюймов) с зубчатыми краями, заострённым кончиком и сердцевидным или тупым основанием. По бокам от средней жилки по шесть-восемь пар боковых жилок. Черешок довольно длинный, примерно такой же длины, как и сама листовая пластинка, с прилистниками длиной около 1-2 см (0,39-0,79 дюйма).

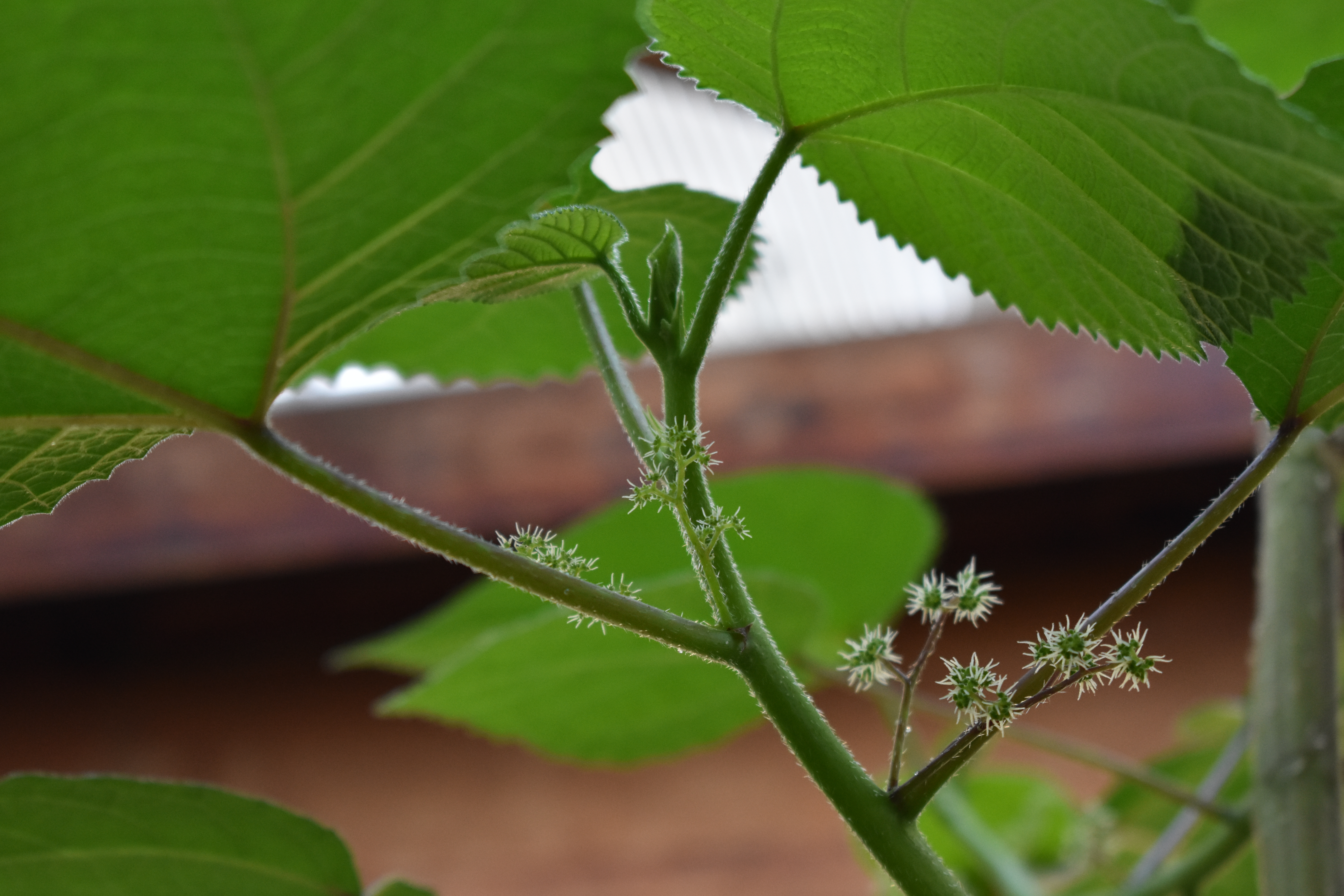
Соцветие

Соцветие однодомное (редко двудомное) и находится в пазухах листьев до 15 см (6 дюймов) в длину, часто парные. Цветки бывают как мужские, так и женские, довольно малого размера, менее 1 см (0,4 дюйма) в поперечнике. Цветение происходит круглый год, но в основном летом.

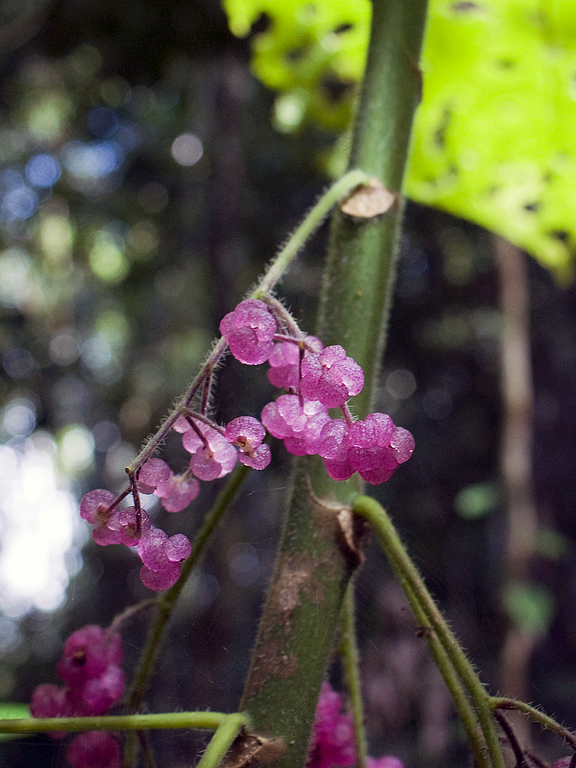
Плоды

Плодами этого вида являются семянки (крошечные плоды, похожие на семена), образующиеся в большом количестве в шаровидной форме от розового до светло-фиолетового цвета и внешне похожие на шелковицу. Каждая семянка, размером всего 2 мм (0,079 дюйма) в длину, содержится в маленьком мясистом мешочке, который образуется из раздутой цветоножки. Как и у остального растения, соцветия также покрыты жгучими волосками, но съедобны, если волоски удалены.

## Систематика
Типовой образец этого вида был собран в 1819 году Алланом Каннингемом у реки Эндевор и впервые описан в 1857 году Хью Элджерноном Уэдделлом как Laportea moroides в его работе Monographie de la Famille des Urticées, опубликованной в журнале Archives du. Текущая биологическая номенклатура была опубликована Ви-Лек Чу в The Gardens' Bulletin Singapore в 1966 году.

### Этимология
Название рода Dendrocnide образовано от древнегреческого δένδρον (déndron), что означает «дерево» и κνίδος (knídos), что означает «жалящая игла». Видовой эпитет moroides образован от названия рода растения шелковицы Morus в сочетании с латинским суффиксом -oides, что означает «похожий», ссылаясь на плоды, похожие на шелковицу. Биологическая номенклатура может быть переведена дословно как «жалящее дерево, похожее на шелковицу».

## Распространение
Этот вид встречается в тропических лесах и рядом с ними, от юга полуострова Кейп-Йорк до северной части Нового Южного Уэльса в Австралии, а также встречается на Молуккских островах и в Индонезии. Это ранний колонизатор промежутков в тропических лесах, например, вдоль водотоков и дорог, вокруг падений деревьев и на искусственных полянах. Семена прорастают при ярком солнечном свете. Хотя он распространен в Квинсленде, он редко встречается в самой южной части своего ареала и занесён в список исчезающих видов в Новом Южном Уэльсе.

## Экология
Dendrocnide moroides служит растением-хозяином для личинок бабочки белой нимфы. Листьями питаются разнообразные насекомые, среди которых ночной жук Prasyptera mastersi и моль Prorodes mimica, а также травоядный красноногий падемелон, который уникален среди млекопитающих тем, что, очевидно, обладает иммунитетом к нейротоксинам растения. Плоды поедают различные птицы, которые распространяют семена в своём помёте.

## Токсичность
Жалящее дерево печально известно своим чрезвычайно болезненным химическим ожогом, от которого жертва может страдать в течение недели или даже нескольких месяцев. Исследователи из Университета Квинсленда недавно обнаружили, что растение вырабатывает нейротоксин, подобный нейротоксину паука или конусообразной улитки. Известно об одном погибшем человеке и множестве собак и лошадей. При этом известно несколько видов сумчатых, включая красноногого филандера, насекомых и птиц, питающихся листьями и плодами этого растения и имеющих иммунитет к ожогам Dendrocnide moroides. Жалящее дерево считается самым ядовитым растением в Австралии и одним из самых ядовитых во всём мире. После контакта с растением пострадавший незамедлительно почувствует сильное жжение и покалывание в месте контакта, которое затем усиливается в течение следующих 20-30 минут и длится от нескольких часов до нескольких дней, прежде чем утихнет. В течение этого времени пострадавший может мало спать из-за интенсивности боли. В тяжёлых случаях это может вызвать крапивницу, а лимфатические узлы на подмышках могут опухнуть и стать болезненными. Известны случаи госпитализации людей после ожога.

## Механизм
Очень тонкие, ломкие волоски (называемые трихомами), насыщенные токсинами, покрывают всё растение целиком; даже малейшее прикосновение к ним вонзит их в кожу. Электронная микрофотография показывает, что они похожи на иглу для подкожных инъекций в том, что они очень заострённые и полые. Кроме этого, было показано, что вблизи кончика волоса есть структурно слабое место, которое действует как линия разлома. При попадании в кожу волоски в этом месте ломаются, позволяя содержимому трихомы проникать в ткани жертвы.
Трихомы остаются в коже до года и выделяют токсичный коктейль в организм во время индуцирующих событий, таких как прикосновение к поражённому участку, контакт с водой или изменение температуры. Эрни Райдер, сотрудник службы охраны природы Квинслендских парков и дикой природы в 1963 году после контакта лица и туловища с листвой жалящего дерева сказал: «В течение двух или трёх дней боль была почти невыносимой; я не мог ни работать, ни спать… Я помню это чувство, как будто гигантские руки пытались раздавить мою грудь … затем эта адская, сильная боль продолжалась ещё две недели или около того. Жжение продолжалось в течение двух лет и повторялось каждый раз, когда я принимал холодный душ…Нет ничего, что могло бы соперничать с ним; это в десять раз хуже, чем что-либо другое».

Физический контакт с Dendrocnide moroides — не единственный способ причинить вред человеку — трихомы постоянно выпадают из растения и могут находиться в воздухе в непосредственной близости от него. Вдыхание частиц трихомы может привести к респираторным осложнениям, если человек проводит время в непосредственной близости от растения. Австралийский энтомолог и эколог Марина Херли написала докторскую диссертацию, изучая два вида плоскогорья Атертон, к западу от Кэрнса, а именно Dendrocnide moroides и Dendrocnide cordifolia, подверглась воздействию переносимых по воздуху трихом в течение длительного периода времени. Она страдала от приступов чихания, слезящихся глаз и носа, и в конечном итоге у неё развилась аллергия, которая потребовала медицинской помощи. У. В. Макфарлейн, бывший профессор физиологии в школе медицинских исследований Джона Кертина при Австралийском национальном университете, наблюдал эффекты вдыхания трихом, после которых он сообщил:
Выдёргивание волос с листьев неизменно вызывает чихание в течение 10-15 минут. Во время ранних попыток отделить жгучие волоски от сухих листьев я вдыхал пыль и, предположительно, некоторые волоски. Вначале это вызвало чихание, но в течение трёх часов появилась резкая боль в носоглотке, а через 26 часов возникло ощущение острой ангины по типу тонзиллита.

### Фармакология
Причина сильной боли была предметом научных исследований с тех пор, как европейские исследователи впервые столкнулись с растением в середине 19-го века. Хотя известно, что в трихомах содержится коктейль токсинов, его точная природа не была полностью понята по состоянию на 2018 год. Известно, что активные компоненты очень стабильны, поскольку мёртвые листья, найденные на лесной подстилке, и даже лабораторные образцы десятилетней давности всё ещё могут нанести ожог.
Ранние исследования показали, что причиной могут быть различные соединения, такие как гистамин, ацетилхолин, 5-гидрокситриптамин и муравьиная кислота; однако не было доказано, что ни одно из них не вызывает боли такой же интенсивности или продолжительности, как при ожоге растения. Примерно в 1970 году было идентифицировано новое соединение, которому дали название мороидин, бициклический октапептид, содержащий необычную связь C—N между триптофаном и гистидином. Какое-то время считалось, что он, возможно, является возбудителем; однако более поздние исследования показали, что он не вызывает тех же эффектов, что ожог растения.
В 2020 году группа исследователей идентифицировала ранее неизвестное семейство богатых дисульфидами пептидов и назвала их гимпиетидами. Было показано, что эти соединения вызывают значительные болевые реакции в лабораторных тестах. Более того, их сложная структура, напоминающая ингибитор узла цистина, сделала их очень стабильными, что в свою очередь объясняет, почему эффект от ожога длится так долго.
Имеются неофициальные свидетельства того, что некоторые растения не имеют жала, но всё ещё имеют волоски, что указывает на химическое изменение токсина.

### Средства защиты
Обычно для оказания первой помощи рекомендуется использовать воск для депиляции или липкую ленту для удаления волосков. Народ Куку-Яланжи из ущелья Моссман делали сок из плодов или корней растения и наносили его на поражённый участок, а затем соскребали его раковиной мидии, как только он становился липким. Механическое удаление, однако, не всегда успешно, поскольку волоски настолько крошечные, что кожа часто закрывает их, делая удаление невозможным.
Со временем были опробованы различные другие методы лечения, в основном неэффективные. Они включают в себя купание поражённого участка в горячей воде, нанесение мази из папайи, крема с ксилокаином или лигнокаином и даже ватные тампоны с разбавленной соляной кислотой. Все они имеют, в лучшем случае, временный эффект.

## Галерея

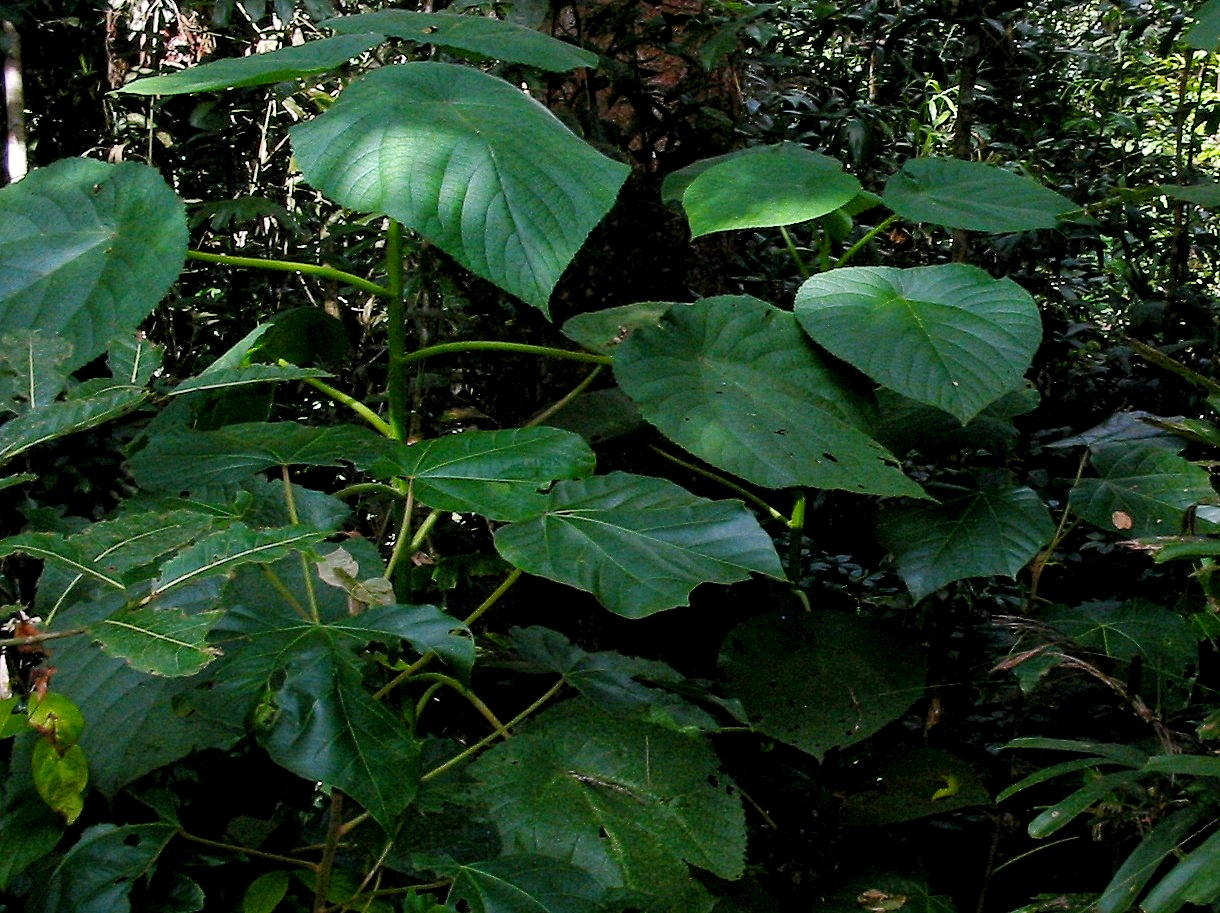
Листва
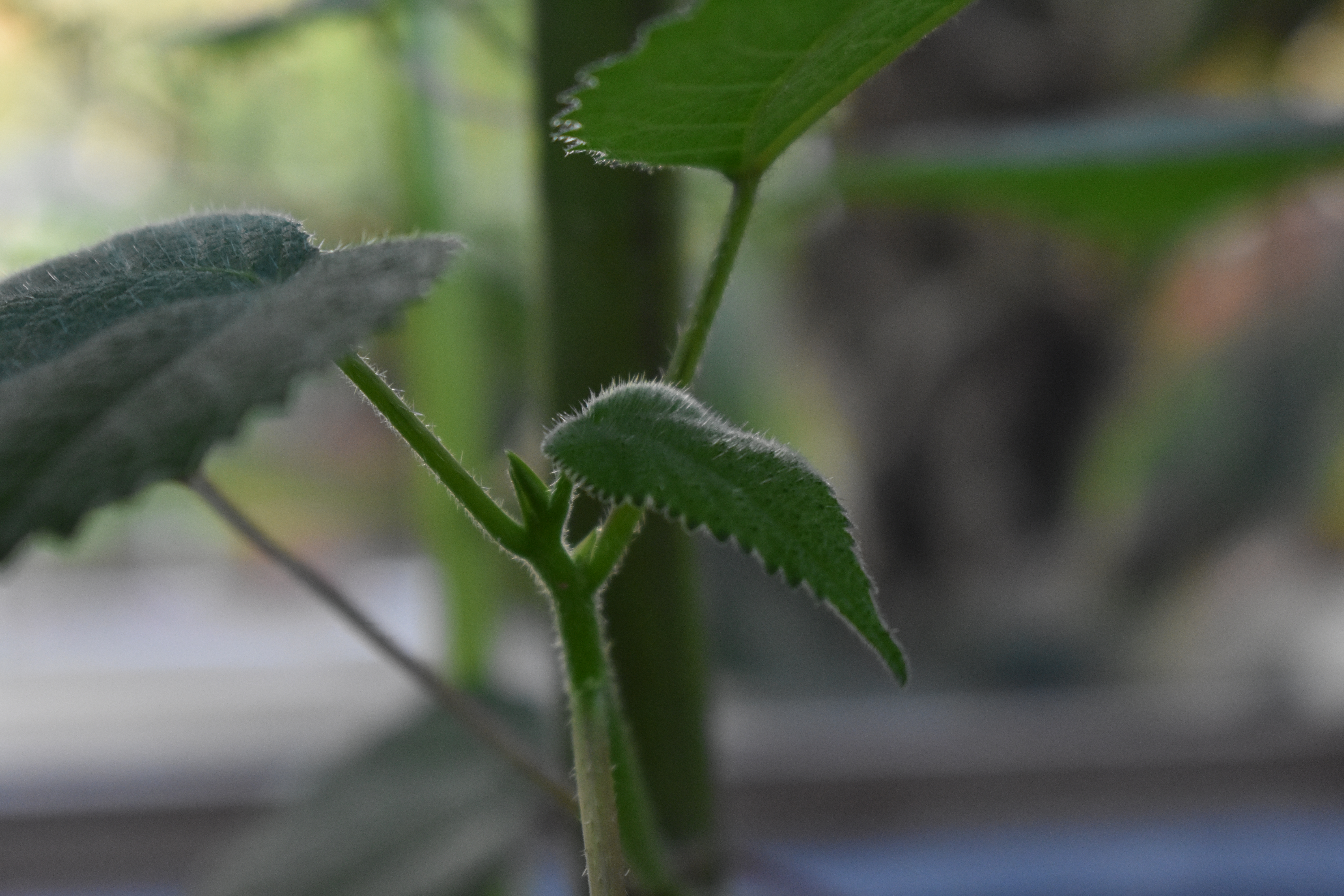
Жалящие волоски
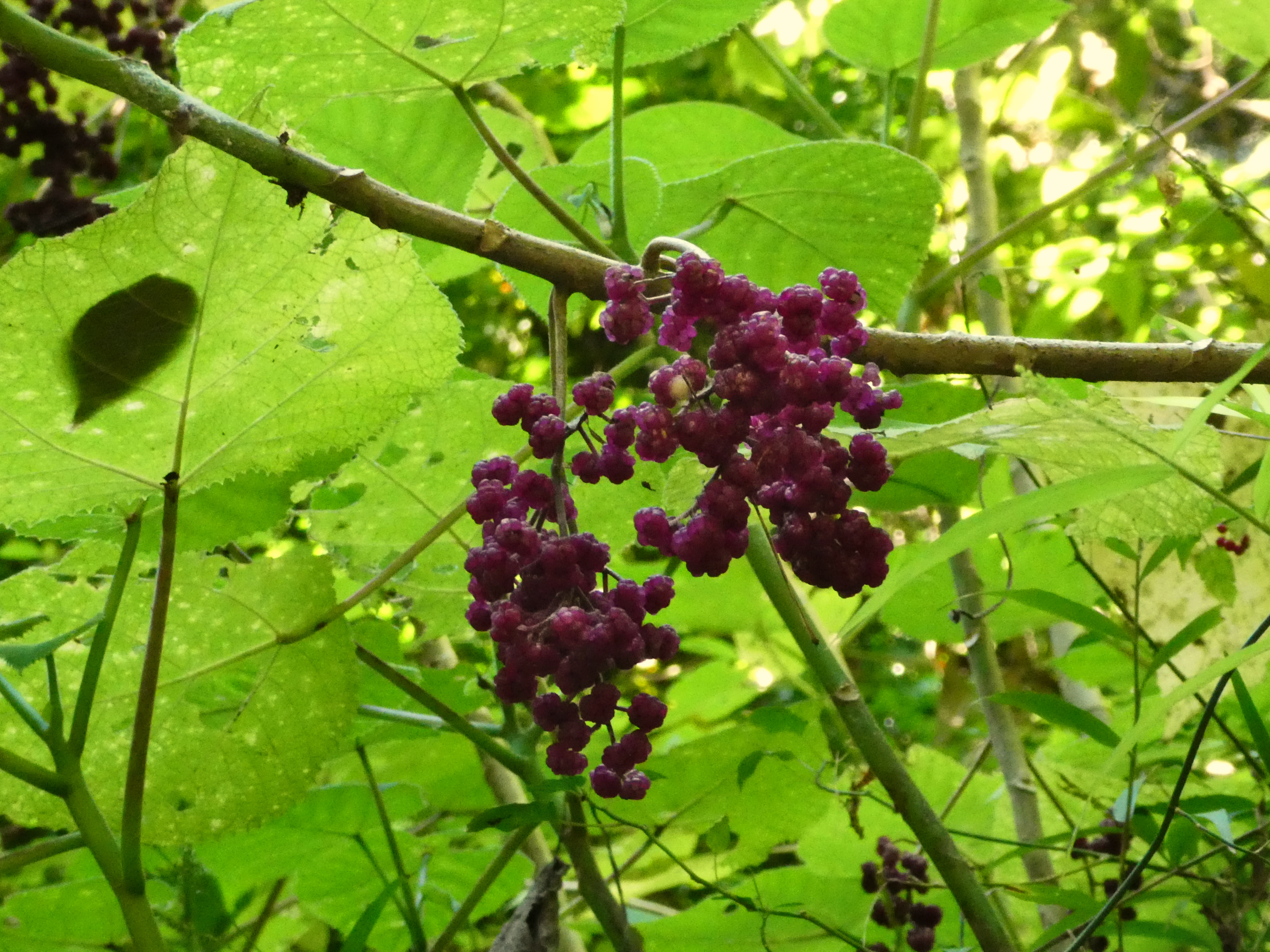
Плоды и листья